# 高知市
高知市（日语：／ Kōchi shi */?）是位於日本四國地方中南部的城市，為高知縣縣府的所在地，也是四國島太平洋沿岸的中心城市，屬於中核市。高知市的歷史開始於長宗我部元親的大高坂山城。自山內一豐入府之後，高知市作為土佐藩的城下町得到發展，不僅是高知縣的經濟和政治中心，還集中了高知縣近半數的人口，在昭和大合併之前是高知縣唯一的市，規模遠大於縣內其他城市。高知市也是日本人均酒類消費量較多的城市，當地現在仍有「曜市」（固定在每週特定日子開市的集市），其中又以週日的日曜市規模最大。
「高知」這一地名源自高知城。土佐藩第一代藩主山內一豐在修築高知城時，因城址位於被河川包夾中的山上而給城起名為「河中山城」（こうちやまじょう）。後因河中山城遭遇水患，第二代藩主山內忠義為求吉利，在不改變發音下，將河中山城的漢字名稱改為「高智山城」，之後再簡稱為「高知城」:21。

## 歷史

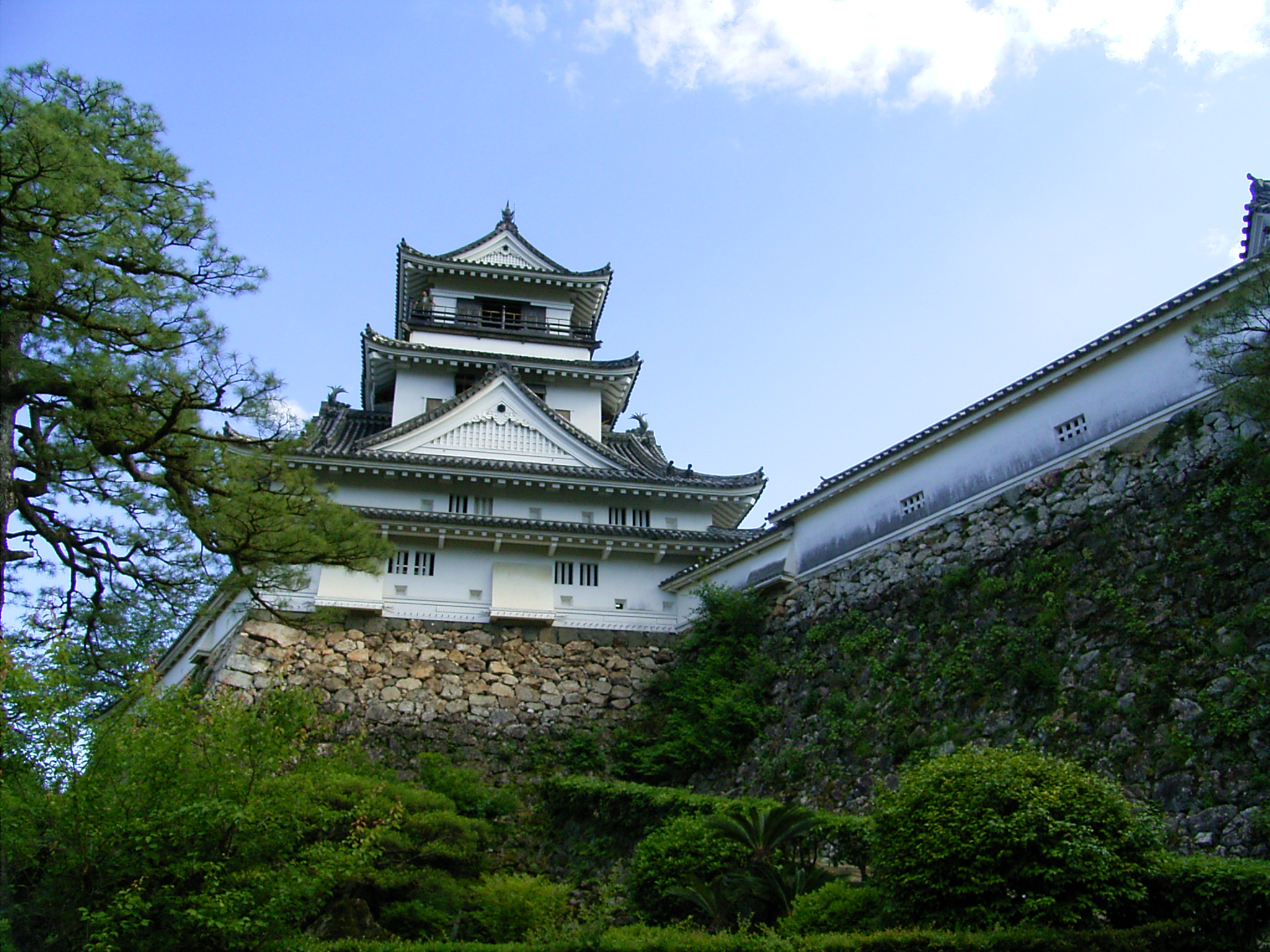
高知城天守

高知市的歷史開始於南北朝時期。在這一時期，隨著鏡川土砂的堆積使得這一地區開始陸化，並且出現了村莊。支持南朝的大高坂松王丸以大高坂山為據點，修築大高坂城，是現在高知城的前身:169。1588年（天正16年），統一土佐國的長宗我部元親將根據地從岡豐城搬到大高坂城，但由於當時大高坂城被濕地所包圍，交通十分不便。因此在1591年，長宗我部元親又將根據地搬遷到高知外港的浦戶城:169。1600年（慶長5年）關原之戰後，由於長宗我部氏支持西軍，德川家康將其移封並封山內一豐為新的土佐藩主。山內一豐最初繼續使用浦戶城。但在翌年，為防止水害，山內一豐決定在大高坂興建新的城郭和城下町:428。大高坂城的城下町修建在以大高坂山為中心的鏡川沖積形成的低地上，利用北側的江之口川和南側的鏡川作為天然的護城河，東西較長，呈長方形外形:428。城下町的中心地區是武士屋敷，東西兩側是町屋，外側則是足輕町。町屋聚集了眾多工商業者，是當時高知城下町最繁榮的地區:169。幕末時期的高知城下町人口約有1.5萬人:429。

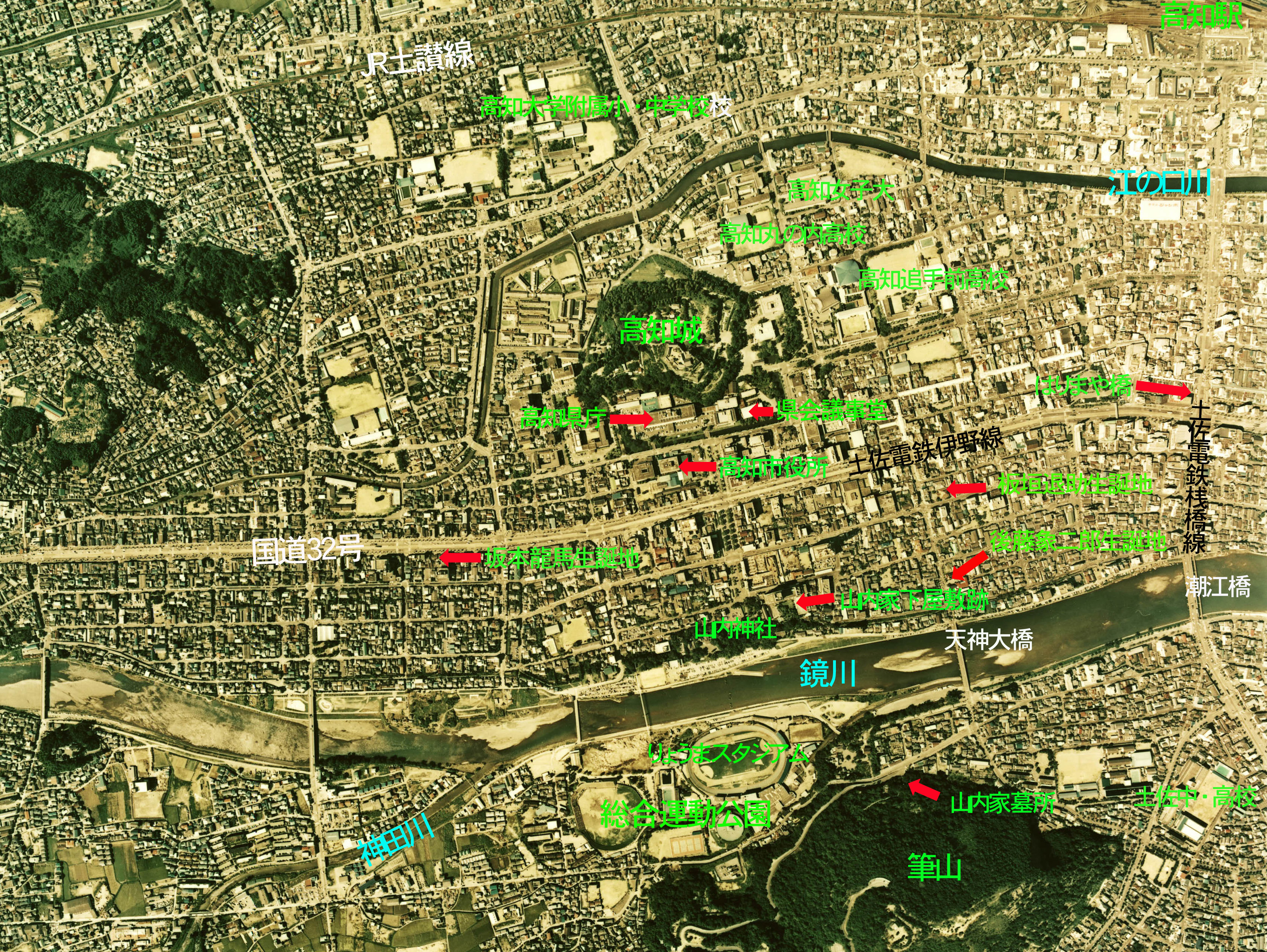
1975年高知市中心空照圖

1871年廢藩置縣之後，高知成為新設立的高知縣的縣廳。1889年，高知正式設市，成為日本最早的一批市之一。設市當時的高知市人口約有4萬人，是當時四國僅次於德島市的人口第二多城市:169。1892年，隨著市政府自帶屋町搬遷到縣廳的南側，城南地區成為高知市的行政中心地區:169。雖然高知市的市區開始擴大到鏡川南岸地區，但仍然基本沿襲了城下町時期的範圍，城下町外圍在19世紀後期仍以農田為主:172。高知市的近代化開始於交通的近代化。19世紀後期，高知市已開通了前往京阪神的航運路線。1904年，土佐電氣鐵道開業，這也是日本現存的路面電車中歷史最為古老的電車:430。但高知市的首條普通鐵路則要等到1924年才通車:172。明治時代中期，高知市進行了新公路建設和浦戶灣疏浚等大型工程，工業取得發展。1898年時，高知縣內半數的工廠集中在高知市:172。1926年，高知市成為都市計劃法的適用都市，對市內建築的規制得到緩和，高知市也因此迎來新時代。1930年代後，高知港的開港更促進高知市的工業發展。在港口地區聚集了化工、水泥等工廠，形成了重化學工業區。高知市的轄區面積在1942年通過市町村合併大幅擴大，人口也因此增加到約14萬人，成為四國最大城市之一。1945年7月，高知市遭到美軍的大規模空襲，造成超過400人遇難。翌年高知市又遭到南海地震的襲擊，市區幾乎化為廢墟。
戰後高知市在極為困難的情況下開始了復興過程。1952年，原本是軍用機場的高知機場改為民用機場，並在兩年之後開通了至大阪的航線，大幅改善了高知的交通:431。1958年，高知市完成了新的市政府大樓，並舉辦了南國高知綜合大博覽會，象徵高知已走出戰爭和自然災害帶來的負面影響。1970年代，高知市人口超過了10萬人，轄區範圍也因市町村合併而有進一步擴大:430。由於高知市的地理位置較為孤立，與它縣互動較少，使得在地資本的企業得以在當地有較高市場佔有率。然而隨著四國內高速公路系統的完善，外縣的企業也開始在高知市投資開店，和在地企業的競爭也因此激化:174。高知縣的人口和經濟過於集中在高知市的特徵也導致高知市和縣內其他地區發展差距問題的出現:174。1998年，高知市成為中核市，獲得了比普通城市更多的地方自治權。在平成大合併中，高知市的面積從145平方公里增加到309平方公里。

### 市町村合併變遷表
資料來源：:430、
| 1889年4月1日 | 1889年 - 1926年       | 1889年 - 1926年          | 1926年 - 1954年         | 1926年 - 1954年         | 1955年 - 1989年      | 1955年 - 1989年          | 1989年 - 現在            | 現在                     |
| ------------ | --------------------- | ------------------------ | ----------------------- | ----------------------- | -------------------- | ------------------------ | ------------------------ | ------------------------ |
| 介良村       | 介良村                | 介良村                   | 介良村                  | 介良村                  | 介良村               | 1959年10月7日 併入南國市 | 1959年10月7日 併入南國市 | 1959年10月7日 併入南國市 |
| 介良村       | 介良村                | 介良村                   | 介良村                  | 介良村                  | 介良村               | 1972年2月1日 併入高知市  | 高知市                   | 高知市                   |
| 大津村       |                       |                          |                         |                         |                      | 1972年2月1日 併入高知市  | 高知市                   | 高知市                   |
| 三里村       | 三里村                | 三里村                   | 三里村                  | 1942年6月1日 併入高知市 | 高知市               | 高知市                   | 高知市                   | 高知市                   |
| 五台山村     |                       |                          |                         | 1942年6月1日 併入高知市 | 高知市               | 高知市                   | 高知市                   | 高知市                   |
| 高須村       |                       |                          |                         | 1942年6月1日 併入高知市 | 高知市               | 高知市                   | 高知市                   | 高知市                   |
| 高知市       | 高知市                | 高知市                   | 高知市                  | 高知市                  | 高知市               | 高知市                   | 高知市                   | 高知市                   |
| 江之口村     | 1901年6月1日 江之口町 | 1917年3月15日 併入高知市 | 高知市                  | 高知市                  | 高知市               | 高知市                   | 高知市                   | 高知市                   |
| 旭村         | 旭村                  | 1925年1月1日 併入高知市  | 高知市                  | 高知市                  | 高知市               | 高知市                   | 高知市                   | 高知市                   |
| 下知村       | 1916年4月1日 下知町   | 1926年1月15日 併入高知市 | 高知市                  | 高知市                  | 高知市               | 高知市                   | 高知市                   | 高知市                   |
| 潮江村       | 潮江村                | 1926年1月25日 併入高知市 | 高知市                  | 高知市                  | 高知市               | 高知市                   | 高知市                   | 高知市                   |
| 小高坂村     | 小高坂村              | 小高坂村                 | 1927年5月1日 併入高知市 | 高知市                  | 高知市               | 高知市                   | 高知市                   | 高知市                   |
| 秦村         | 秦村                  | 秦村                     | 1935年9月1日 併入高知市 | 高知市                  | 高知市               | 高知市                   | 高知市                   | 高知市                   |
| 初月村       |                       |                          | 1935年9月1日 併入高知市 | 高知市                  | 高知市               | 高知市                   | 高知市                   | 高知市                   |
| 長濱村       | 長濱村                | 長濱村                   | 1929年1月1日 長濱町     | 1942年6月1日 併入高知市 | 高知市               | 高知市                   | 高知市                   | 高知市                   |
| 浦戶村       |                       |                          |                         | 1942年6月1日 併入高知市 | 高知市               | 高知市                   | 高知市                   | 高知市                   |
| 御疊瀨村     |                       |                          |                         | 1942年6月1日 併入高知市 | 高知市               | 高知市                   | 高知市                   | 高知市                   |
| 鴨田村       |                       |                          |                         | 1942年6月1日 併入高知市 | 高知市               | 高知市                   | 高知市                   | 高知市                   |
| 布師田村     |                       |                          |                         | 1942年6月1日 併入高知市 | 高知市               | 高知市                   | 高知市                   | 高知市                   |
| 一宮村       |                       |                          |                         | 1942年6月1日 併入高知市 | 高知市               | 高知市                   | 高知市                   | 高知市                   |
| 朝倉村       |                       |                          |                         | 1942年6月1日 併入高知市 | 高知市               | 高知市                   | 高知市                   | 高知市                   |
| 十六村       | 十六村                | 十六村                   | 1928年4月1日 併入朝倉村 | 1942年6月1日 併入高知市 | 高知市               | 高知市                   | 高知市                   | 高知市                   |
| 十六村       | 十六村                | 十六村                   | 1928年4月1日 併入鏡村   | 鏡村                    | 鏡村                 | 鏡村                     | 2005年1月1日 併入高知市  | 高知市                   |
| 鏡村         |                       |                          |                         | 鏡村                    | 鏡村                 | 鏡村                     | 2005年1月1日 併入高知市  | 高知市                   |
| 土佐山村     |                       |                          |                         |                         |                      |                          | 2005年1月1日 併入高知市  | 高知市                   |
| 諸木村       | 諸木村                | 諸木村                   | 諸木村                  | 1954年6月1日 平和村     | 1956年9月30日 春野村 | 1969年9月30日 春野町     | 2008年1月1日 併入高知市  | 高知市                   |
| 秋山村       |                       |                          |                         | 1954年6月1日 平和村     | 1956年9月30日 春野村 | 1969年9月30日 春野町     | 2008年1月1日 併入高知市  | 高知市                   |
| 木塚村       | 1893年11月20日 芳原村 | 1893年11月20日 芳原村    | 1893年11月20日 芳原村   | 1954年6月1日 平和村     | 1956年9月30日 春野村 | 1969年9月30日 春野町     | 2008年1月1日 併入高知市  | 高知市                   |
| 木塚村       | 1893年11月20日 西分村 |                          |                         |                         | 1956年9月30日 春野村 | 1969年9月30日 春野町     | 2008年1月1日 併入高知市  | 高知市                   |
| 仁西村       |                       |                          |                         |                         | 1956年9月30日 春野村 | 1969年9月30日 春野町     | 2008年1月1日 併入高知市  | 高知市                   |
| 森山村       |                       |                          |                         |                         | 1956年9月30日 春野村 | 1969年9月30日 春野町     | 2008年1月1日 併入高知市  | 高知市                   |
| 弘岡下之村   |                       |                          |                         |                         | 1956年9月30日 春野村 | 1969年9月30日 春野町     | 2008年1月1日 併入高知市  | 高知市                   |
| 弘岡中之村   |                       |                          |                         |                         | 1956年9月30日 春野村 | 1969年9月30日 春野町     | 2008年1月1日 併入高知市  | 高知市                   |
| 弘岡上之村   |                       |                          |                         |                         | 1956年9月30日 春野村 | 1969年9月30日 春野町     | 2008年1月1日 併入高知市  | 高知市                   |

## 地理

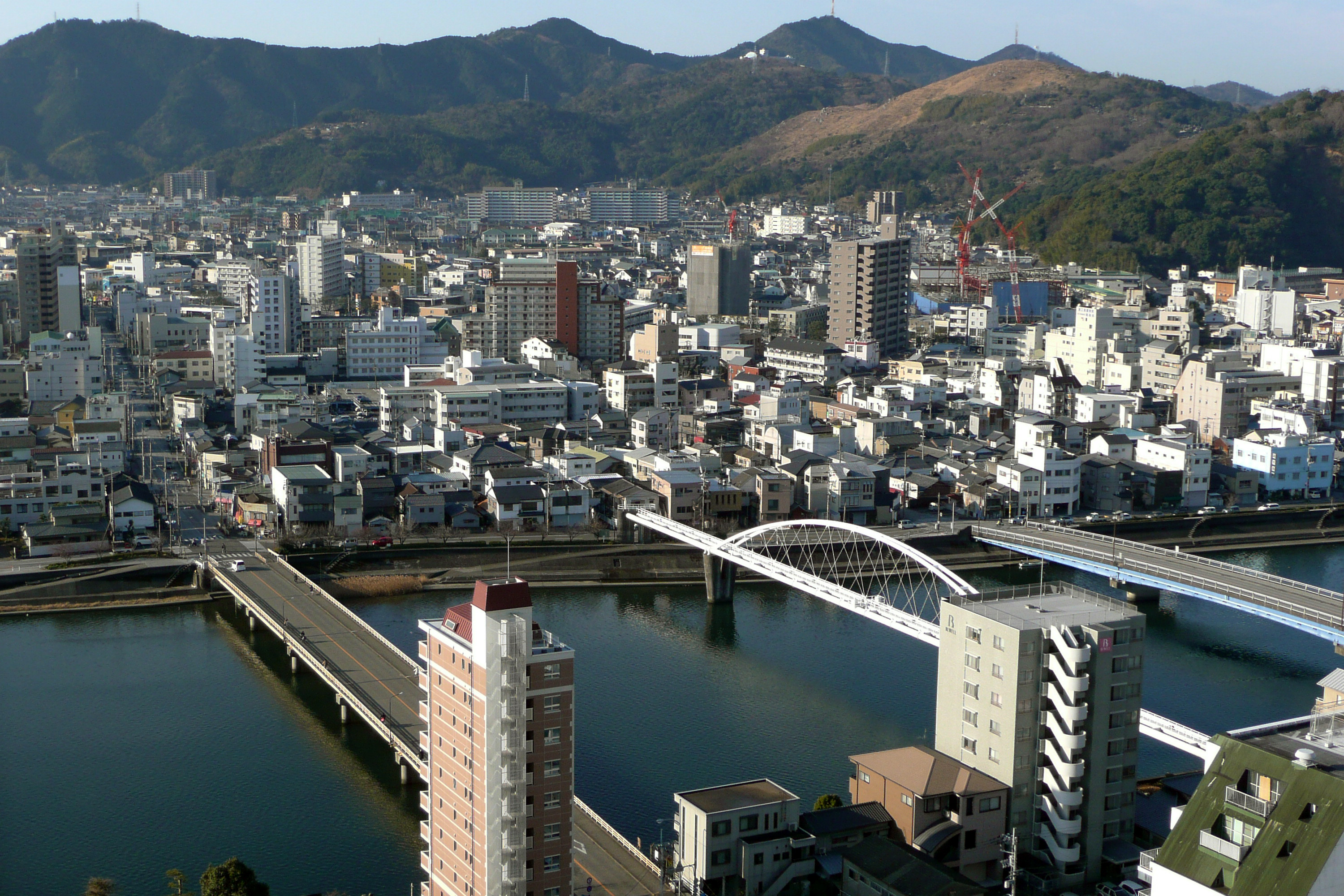
高知市中心城區，圖中河川是鏡川

高知市面積309平方公里，東西最長距離21.49公里，南北最長距離24.83公里。高知市位於四國南部中部的高知平原西部，市內的平原地區主要位於鏡川沿岸地區，是鏡川沖積形成的平原。高知市市轄區北部是險峻的四國山地，市中心的鏡川發源於四國山地中的北山。高知市最高峰工石山標高1,176米。市轄區西南部的地形則以丘陵為主。土佐灣的支灣浦戶灣深入高知市轄區內，將高知市區分為兩個部分。土地問題是制約高知市發展的重要問題之一。高知市的轄區面積和可住地面積比例均低於四國其他的縣廳所在地城市，土地供給量有限，導致高知市地價偏高。這一問題使得高知市出現工廠和住宅外流臨近市町村的情況:174。高知市的另一地理上問題是洪水問題。高知市的市中心地區大多位於陸化歷史較短的沖積平原和填海地之上，海拔高度0米的地區面積達10平方公里。且高知市的地盤極為軟弱。高知市自江戶時代就有過海嘯導致沿海村莊被沖走的情況發生:174。近代之後高知市仍時有海嘯或颱風、高潮導致市內浸水的情況出現:174。高知市已制定里山保全條例以保護郊區的自然環境，減輕水害影響:587。
在舊日本測地系中，高知市內江之口川內有一地點的經緯度是東經133度33分33秒，北緯33度33分33秒。世界上經緯度的度、分、秒數字連續12位為同一數字的地點只有9處，高知市就是其中之一。該地現在建有紀念碑。

### 氣候
高知市屬於典型的太平洋側氣候，全年氣候溫暖多雨，且日照時間較長，黑潮使得高知市的氣候更加高溫多雨。高知市在一些年份的降水量超過3,000毫米，全年日照時間超過2,000小時，降水量和日照時間都在都道府縣廳所在地城市中排名前列。春夏之交的梅雨及颱風為高知市帶來大量的降水。
| 高知 (1981-2010)    | 高知 (1981-2010) | 高知 (1981-2010) | 高知 (1981-2010) | 高知 (1981-2010) | 高知 (1981-2010) | 高知 (1981-2010) | 高知 (1981-2010) | 高知 (1981-2010) | 高知 (1981-2010) | 高知 (1981-2010) | 高知 (1981-2010) | 高知 (1981-2010) | 高知 (1981-2010) |
| 月份                | 1月              | 2月              | 3月              | 4月              | 5月              | 6月              | 7月              | 8月              | 9月              | 10月             | 11月             | 12月             | 全年             |
| ------------------- | ---------------- | ---------------- | ---------------- | ---------------- | ---------------- | ---------------- | ---------------- | ---------------- | ---------------- | ---------------- | ---------------- | ---------------- | ---------------- |
| 历史最高温 °C（°F） | 23.5 (74.3)      | 25.2 (77.4)      | 26.3 (79.3)      | 30.0 (86.0)      | 32.3 (90.1)      | 34.7 (94.5)      | 38.3 (100.9)     | 38.4 (101.1)     | 36.9 (98.4)      | 32.2 (90.0)      | 28.0 (82.4)      | 23.5 (74.3)      | 38.4 (101.1)     |
| 平均高温 °C（°F）   | 11.9 (53.4)      | 12.9 (55.2)      | 15.9 (60.6)      | 20.8 (69.4)      | 24.4 (75.9)      | 27.0 (80.6)      | 30.7 (87.3)      | 31.9 (89.4)      | 29.3 (84.7)      | 24.5 (76.1)      | 19.3 (66.7)      | 14.3 (57.7)      | 21.9 (71.4)      |
| 日均气温 °C（°F）   | 6.3 (43.3)       | 7.5 (45.5)       | 10.8 (51.4)      | 15.6 (60.1)      | 19.7 (67.5)      | 22.9 (73.2)      | 26.7 (80.1)      | 27.5 (81.5)      | 24.7 (76.5)      | 19.3 (66.7)      | 13.8 (56.8)      | 8.5 (47.3)       | 17.0 (62.6)      |
| 平均低温 °C（°F）   | 1.6 (34.9)       | 2.7 (36.9)       | 6.0 (42.8)       | 10.7 (51.3)      | 15.2 (59.4)      | 19.4 (66.9)      | 23.5 (74.3)      | 24.0 (75.2)      | 21.0 (69.8)      | 14.9 (58.8)      | 9.2 (48.6)       | 3.8 (38.8)       | 12.7 (54.9)      |
| 历史最低温 °C（°F） | −7.6 (18.3)      | −7.9 (17.8)      | −6.5 (20.3)      | −0.9 (30.4)      | 3.8 (38.8)       | 9.1 (48.4)       | 14.6 (58.3)      | 15.9 (60.6)      | 10.0 (50.0)      | 2.5 (36.5)       | −1.9 (28.6)      | −6.6 (20.1)      | −7.9 (17.8)      |
| 平均降雨量 mm（）   | 58.6 (2.31)      | 106.3 (4.19)     | 190.0 (7.48)     | 244.3 (9.62)     | 292.0 (11.50)    | 346.4 (13.64)    | 328.3 (12.93)    | 282.5 (11.12)    | 350.0 (13.78)    | 165.7 (6.52)     | 125.1 (4.93)     | 58.4 (2.30)      | 2,547.6 (100.32) |
| 平均降雨天数        | 13.1             | 13.5             | 16.5             | 14.7             | 15.9             | 19.1             | 20.1             | 18.8             | 18.5             | 13.7             | 12.0             | 12.3             | 188.2            |
| 平均相對濕度（％）  | 60               | 59               | 62               | 64               | 70               | 77               | 78               | 75               | 73               | 68               | 67               | 63               | 68               |
| 月均日照時數        | 188.4            | 173.1            | 184.1            | 191.7            | 185.6            | 142.4            | 175.7            | 205.8            | 162.0            | 182.4            | 170.3            | 192.7            | 2,154.2          |
| 来源1：             |                  |                  |                  |                  |                  |                  |                  |                  |                  |                  |                  |                  |                  |
| 来源2：             |                  |                  |                  |                  |                  |                  |                  |                  |                  |                  |                  |                  |                  |

## 人口
1920年日本首次人口普查時，高知市有人口49,329人。1930年代時，高知市人口突破10萬大關，在1940年時達106,644人。二戰後高知市人口一度暴增，1947年達147,120人。1960年代初期，高知市人口超過20萬人大關，並在1980年人口普查時超過30萬人大關。2010年，高知市人口達到343,393人的峰值。此後由於老齡化、少子化問題，高知市人口開始減少。2017年6月1日時，高知市有人口333,678人。高知縣長期是人口流出縣，且自1990年開始自然增長率就是負數。吸收了高知縣內其他地區外流人口的高知市在高知縣內所佔人口比例也不斷提高。1990年時，高知市人口佔高知全縣的38.4%。2010年時已增加到44.9%。2015年，高知市的總和生育率有1.48，略高於日本平均值1.45，但低於高知縣平均值1.51。

## 政治
在日本眾議院選舉中，高知市原本大部分地區屬於高知縣第1區。但在2013年，高知縣的眾議院選舉區數由三個減為兩個，高知市的選舉區劃分也發生很大變化。現在高知市的東部地區屬於高知縣第1區，西部地區屬於高知縣第2區。這兩個選舉區均是自民黨有壓倒性優勢的保守王國，自2000年以後的歷次選舉都是由自民黨候選人當選。然而在2017年眾議院總選舉時，無黨派人士廣田一在高知2區當選，自民黨的高知2區候選人則通過比例代表復活當選。2021年眾議院總選舉時，自民黨再次在兩個選區取得全勝。
高知市現任市長是岡崎誠也。他在當選市長之前是高知市政府的職員，在2003年首次當選高知市長，並在2007年、2011年、2015年成功連任。高知市議會共有34名議員，其中市民俱樂部是最大黨派，有9名議員。保守·中道俱樂部、日本共產黨均有7名議員。在高知縣議會中，高知市共有15名議員。2014年度，高知市財政收入約1500.77億日元，支出約1463.52億日元。高知市2014年度的財政力指數為0.56。

## 經濟

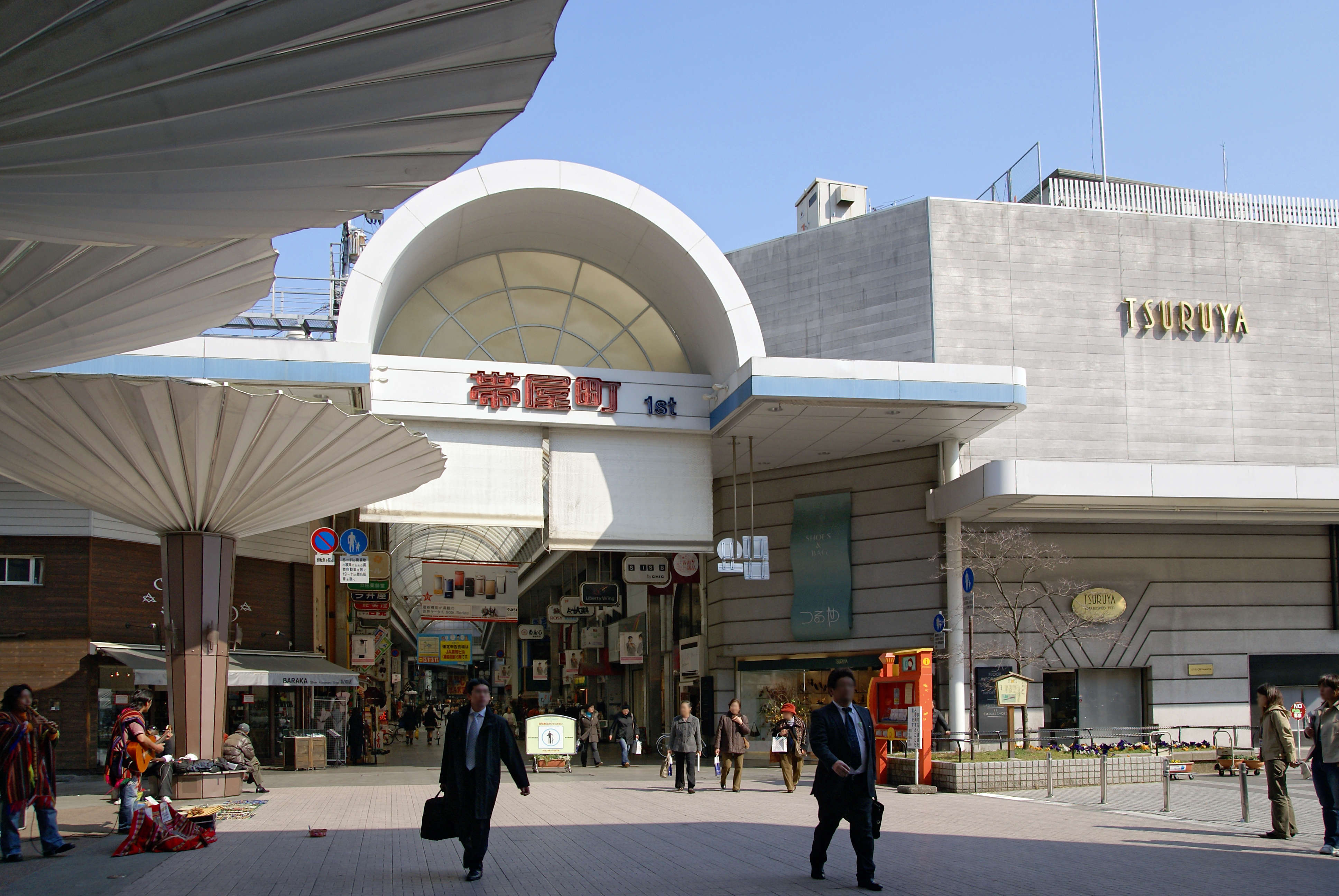
帶屋町一丁目商店街

2014年度，高知市的市內生產總值有11,126億日元，佔高知縣總量的47.4%。
高知市耕地面積有2,610公頃，佔高知市總面積的9.4%，農家數有2,447戶，農業就業人口有3,076人。在高知市136.4億日元的農業生產總值中，蔬菜類佔85億，是典型的都市近郊型農業。高知市溫暖和多日照、多降水的氣候適合開展農業生產，山區生產日本柚、梅等水果。平原地區則以蔬菜、水稻種植為主。高知市的不少農家均在高知市的集市開有店鋪。2012年，高知市的林業生產額約有2.16億日元，佔第一產業全體的3%。高知市海域捕撈的水產以鰹魚、金槍魚、沙丁魚為主。2014年度，高知市的工業品生產額達1,483億日元，佔高知縣總值的28.2%。和四國的其他縣廳所在地城市相比，高知市的製造業較為薄弱，工業品生產額只有高松市、松山市的一半以下，德島市的三分之一以下。總部位於高知市的主要製造業企業有濱幸等。

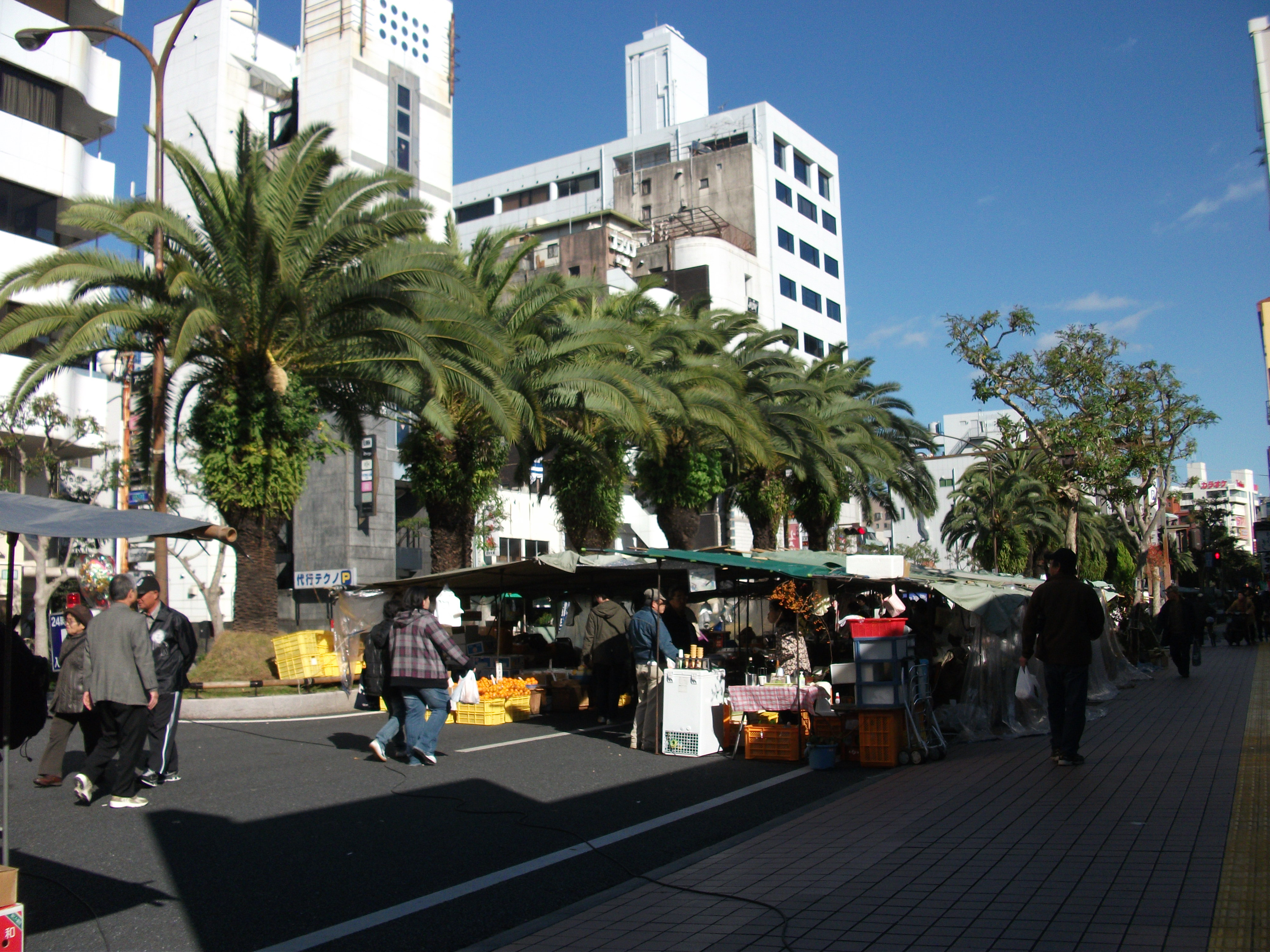
日曜市

第三產業佔高知市經濟總量的約九成，在高知市經濟中有最重要地位。總部位於高知市的銀行有設立於1878年的四國銀行和設立於1930年的高知銀行。2014年，高知縣77%的批發業銷售額和53.2%的零售業銷售額集中在高知市。高知市的商品銷售額略多於德島市，但只有高松市的約四成，松山市的約六成。「曜市」是高知市的商業特徵之一，指每週特定一日舉辦的露天集市。現在高知市在禮拜日、禮拜二、禮拜四、禮拜五舉辦曜市，其中日曜市已有超過300年的歷史，是日本規模最大的露天集市。高知市中心的主要商店街包括帯屋町一丁目商店街、帯屋町二丁目商店街、京町·新京橋商店街等地。近年由於汽車社會的進展，民眾傾向在郊外的大型購物中心購物，加上人口數量的減少，高知市中心地區的空洞化問題嚴重，曜市及商店街的店舖數均大幅減少。高知市主要的在地商業企業有超市連鎖企業SUNNY MART等。觀光業是高知市近年重點發展的產業之一。2012年，到訪高知市的觀光客人數約有288萬人。

## 文化教育
高知市的方言是四國方言中的土佐方言，在發音上屬於京阪式重音:92。高知市適合開展農業種植的地形和豐富的海產品造就了高知獨特的飲食文化。高知市海域盛產鰹魚，而鰹魚半敲燒也因此成為高知飲食文化中最具代表的菜餚，鰹魚刺身和鰹魚乾亦頗為盛行。高知在古代捕鯨繁盛，因此現在也有食用鯨魚肉的習慣。高知市還是日本人均飲酒量最多的城市之一，日本酒在高知的飲食文化和人際溝通中有極重要的地位。

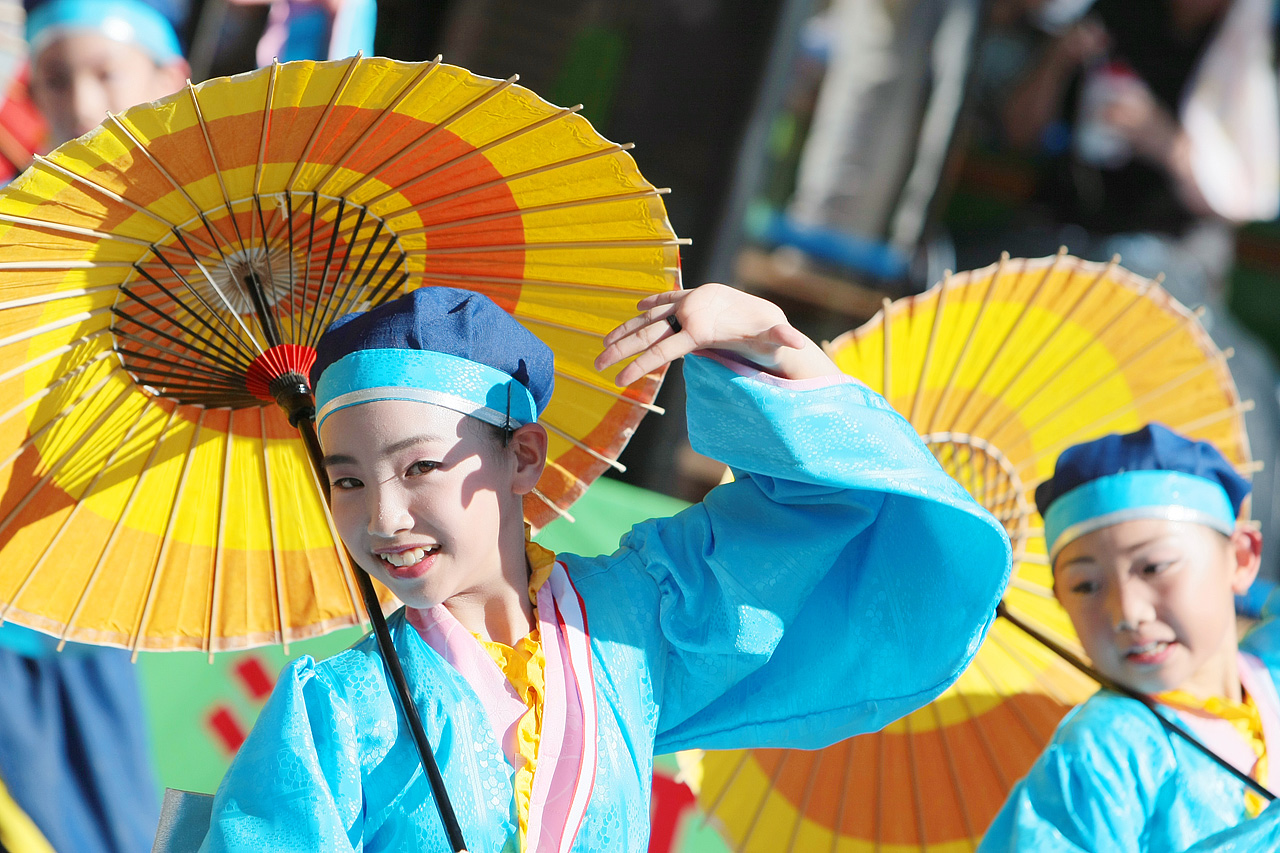
夜來祭

高知縣因知名漫畫家輩出而有「漫畫王國」之稱。活躍於二戰之前的插畫家谷脇素文是高知漫畫文化的鼻祖。戰後高知市出身的漫畫家中則以小福的作者橫山隆一最為著名，現在高知市內有他的紀念漫畫館。在高知市的節慶活動中，以每年8月9日至12日舉行的夜來祭最為著名。夜來祭是四國三大祭之一，於1954年開始舉行，以約1萬8千人直接參與的夜來鳴子舞而著稱，吸引眾多遊客參觀。
高知新聞創刊於1904年，總部位於高知市，是高知縣唯一的地方報紙。2015年，高知新聞朝刊的日發行量達18.3萬份，佔據高知縣內超過八成的市場份額。高知市內有NHK高知放送局、NNN的高知放送（1953年開始播出廣播節目，1959年開始播出電視節目）、JNN的高知電視台（1970年開始播出）、FNN的高知SunSun電視台（1996年開始播出）四家電視台，NHK高知和高知放送還製作播出廣播節目。高知市內還有FM高知、高知City FM Radio放送兩家廣播電台。高知鬥犬是高知市唯一的職業體育俱樂部，以高知球場、高知市東部球場等球場為主場球場，參加四國島聯盟的賽事。
高知大學創建於1949年，是高知縣唯一的國立大學，其中朝倉校區、小津校區位於高知市。高知縣立大學是一所公立大學，前身是高知女子大學，共設有四個學院，校區均位於高知市。

## 交通

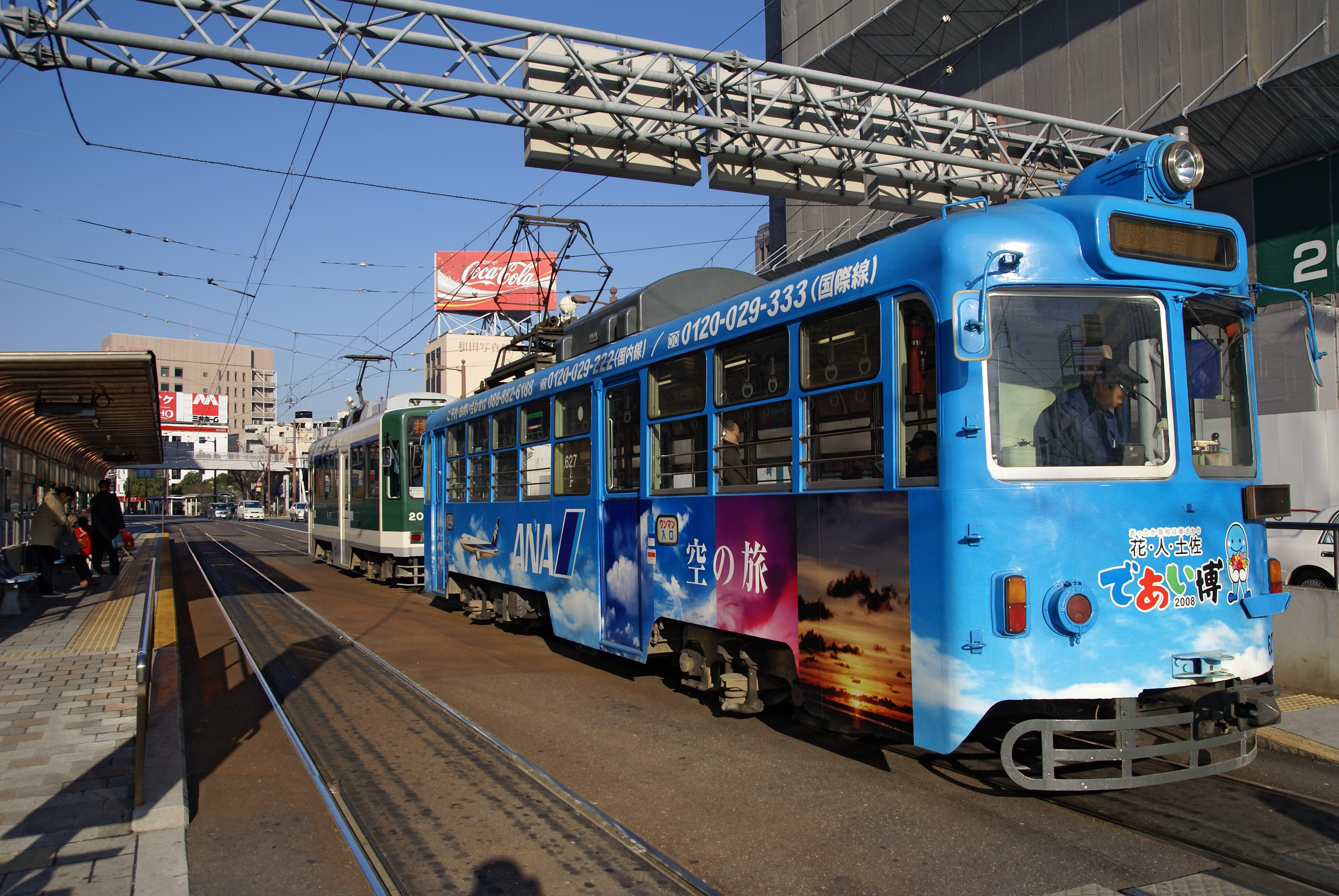
高知市內的路面電車

高知市內有兩家鐵路業者。四國旅客鐵道（JR四國）在高知市內有土讚線一條路線，市內有土佐大津車站、布師田車站、土佐一宮車站、薊野車站、高知車站、入明車站、圓行寺口車站、旭車站、高知商業前車站、朝倉車站十個車站。高知車站運行有四萬十號列車、南風號列車、足摺號列車等特急列車。2016年度，高知車站的日均乘客數有5,276人次，是JR四國乘客數第四多的車站。土佐電氣鐵道是私鐵公司，經營有後免線、棧橋線、伊野線三條鏈接高知市中心及郊區的路面電車路線。
高知市內有高知自動車道一條高速公路，國道33號、國道56號則是高知市內主要的普通公路。土佐電交通是高知市內主要的巴士業者。JR四國巴士和土佐電交通運行有自高知市出發前往日本各地的高速巴士路線。高知港現在主要是一座貨運港，但時有郵輪停靠。高知機場位於高知市東郊，原本是空軍基地，在1950年代改為民用機場，跑道全長2,500米。高知機場現在開設有飛往羽田、伊丹、小牧、福岡的定期航線。2016年，高知機場乘客數達140.8萬人，位居日本第24位。

## 觀光

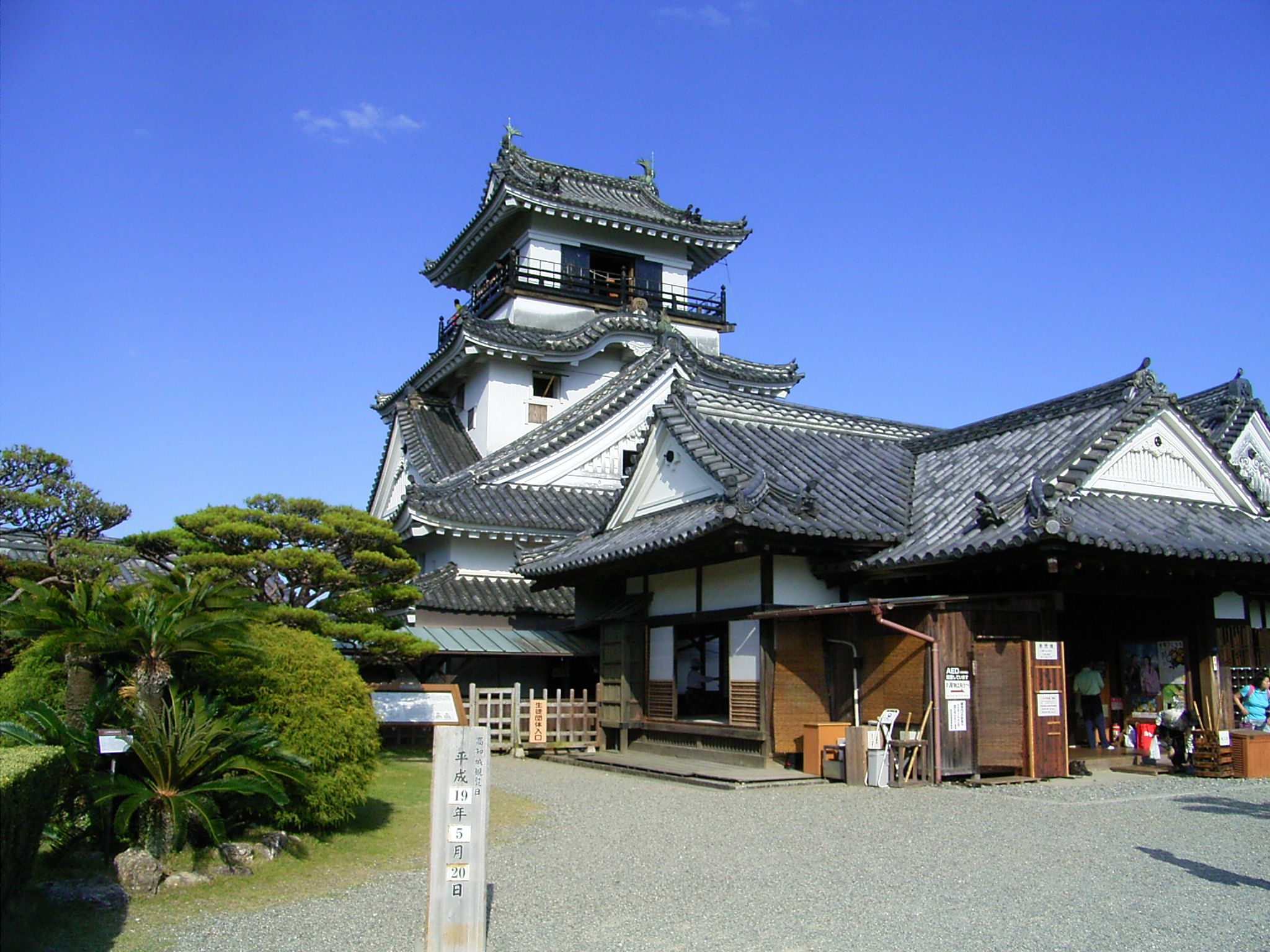
高知城天守和御殿

高知城位於高知市中心，有「鷹城」的別稱，始建於1601年，已有超過四百年的歷史。高知城不僅天守是十二座現存天守之一，也是日本唯一的天守、本丸御殿都得到保存的城郭，且追手門等部分也是江戶時代的建築。高知城的天守是典型的望樓型天守，外觀為四重天守，內部有三層。高知城被政府認定為史跡，並且天守等十五座建築被認定為重要文化財。高知城附近的弘人市場開業於1998年，是高知市的一大飲食業中心，吸引了眾多觀光客和在地民眾。播磨屋橋是日本著名戀愛傳說夜來的故事舞台，頗具盛名。
高知市是坂本龍馬等幕末維新志士活躍的舞台，市內有坂本龍馬紀念館收藏展示維新志士的歷史文物。桂濱位於高知市的浦戶地區，建有高5.3米（包括基座在內則有13.5米）的坂本龍馬像，並且是賞月的勝地。在四國八十八箇所中，高知市有其中的善樂寺、竹林寺、雪蹊寺、種間寺。高知市內的大型神社有土佐神社、朝倉神社等地。高知縣立美術館收藏有著名超現實主義畫家馬克·夏卡爾的眾多作品，藏品規模和品質在日本的地方美術館中位居前列。

## 姐妹、友好都市

### 日本
因出身於高知市的北光社移民團對北見市的開拓有重大貢獻，高知市在1986年和北海道北見市成為姐妹都市。

### 海外
高知市和以下外國城市之間有姊妹都市或友好都市關係：
| 國家           | 城市                               | 締結日期      | 備註     |
| -------------- | ---------------------------------- | ------------- | -------- |
| 美国           | 弗雷斯諾（加利福尼亞州費雷斯諾縣） | 1965年2月11日 | 姐妹都市 |
| 中华人民共和国 | 蕪湖市（安徽省）                   | 1985年4月19日 | 友好都市 |
| 印度尼西亚     | 泗水（東爪哇省）                   | 1997年4月17日 | 姐妹都市 |

## 外部連結
- （日語） 官方网站
- （日語） 高知市観光協会 （页面存档备份，存于）
- （日語） 高知商工會議所 （页面存档备份，存于）
- （日語）Wikitravel旅遊指南 - 高知市 （页面存档备份，存于）
- OpenStreetMap上有關高知市的地理